# The Palazzo
The Palazzo est un hôtel de luxe-casino situé a Las Vegas. Il est l'une des extensions de l'hôtel The Venetian, avec lequel il forme le plus grand hôtel du monde (plus de 7 000 chambres). The Palazzo reprend le thème de l'Italie. Il est situé sur le légendaire Strip de Las Vegas, au sud du Wynn Las Vegas et au nord du Venetian. The Palazzo est la propriété de Las Vegas Sands.
L'architecte est l'agence HKS, Inc.

## Histoire
Lorsque le Palazzo a ouvert ses portes au public le 1er janvier 2008, le complexe Venetian / Palazzo est devenu le plus grand hôtel du monde avec environ 7050 chambres.
Quelques mois plus tard, le Palazzo ouvrit son casino, ses restaurants, et son centre commercial.

## Les services de l'hôtel

### Les chambres
| - Luxury Suite - Fortuna Suite - Lago Suite - Lago Two Bedroom Suite | - Bella Suite - Siena Suite - Lago Media Suite |

L'hôtel Palazzo dispose d'environ 3000 chambres.
Le casino de l'hôtel offre, comme de nombreux casinos de Las Vegas, des machines à sous et des tables de jeux.
Il compte une dizaine de restaurants :
- Mario Batali’s Carnevino
- Dos Caminos
- Morels French Steakhouse & Bistro
- Jade Noodles Dim Sum Restaurant
- Grand Lux Café
- Emeril Lagasse's Table 10
- Espressamente illy
- Double Helix Wine Bar
- Jay-Z’s 40/40 Club
- Dal Toro avec une concession Lamborghini

L'hôtel dispose aussi d'un centre commercial (The shoppes at Palazzo), d'un spa (Canyon Ranch SpaClub) et d'un espace détente avec piscines.